# Gurcharan Singh
Gurcharan Singh (ur. 10 kwietnia 1977) − indyjski bokser, dwukrotny olimpijczyk.

## Kariera amatorska
W 1995 został mistrzem igrzysk Azji-Południowej w kategorii półciężkiej. W finale pokonał reprezentanta Pakistanu Muhammada Asghara. Rok później reprezentował Indie na igrzyskach olimpijskich w Atlancie, rywalizował w kategorii półciężkiej. Reprezentant Indii przegrał swój pierwszy pojedynek z Portorykańczykiem Enrique Floresem, ulegając mu na punkty (7:15).
We wrześniu 1998 był uczestnikiem igrzysk Wspólnoty Narodów. Udział na turnieju zakończył w ćwierćfinale, gdzie przegrał na punkty z Kanadyjczykiem Troyem Rossem. W grudniu tego samego roku został brązowym medalistą igrzysk Azjatyckich w kategorii półciężkiej. W pierwszym pojedynku jego rywalem był Basel al-Hindawi, którego Singh pokonał przed czasem w drugiej rundzie. W walce o półfinał pokonał reprezentanta Libanu Bisala Masri, wygrywając przez poddanie w rundzie piątej. W walce o finał przegrał z reprezentantem Uzbekistanu Sergeyem Mixaylovem, ulegając mu na punkty (5:13). W 1999 był uczestnikiem mistrzostw świata w Houston. Rywalizację w kategorii półciężkiej rozpoczął od zwycięstwa w 1/8 finału nad Ervīnsem Chelmanisem, pokonując go przed czasem w trzeciej rundzie. W ćwierćfinale przegrał na punkty (4:8) z reprezentantem Francji Johnem Dovim.
W 2000 zakwalifikował się na igrzyska olimpijskie, gdzie rywalizował w kategorii półciężkiej. W pierwszej rundzie zmierzył się z Koreańczykiem Soo-kim Choiem, wygrywając na punkty (11:9). W kolejnej walce, w 1/8 finału pokonał przed czasem w czwartej rundzie południowoafrykańskiego boksera Daniego Ventera, a w walce o półfinał przegrał z Ukraińcem Andrijem Fedczukiem.
W roku 1999 został laureatem nagrody Arjuna Award.